# Murdochella superlata
Murdochella superlata är en snäckart som beskrevs av Harold John Finlay 1930. Murdochella superlata ingår i släktet Murdochella och familjen vindeltrappsnäckor. Inga underarter finns listade i Catalogue of Life.